# Treubiales
Treubiales Schljakov  é uma ordem de plantas não vasculares pertencente à classe Haplomitriopsida, divisão Marchantiophyta.
Apresenta uma única família, Treubiaceae, com dois gêneros:
- Apotreubia, Treubia

As espécies são grandes e frondosas, e foram classificadas previamente entre as Metzgeriales.

## Referência
- Forrest, Laura L., Davis, E. Christine, Long, David, G., Crandall-Stotler, Barbara J., Clark, Alexandra & Hollingsworth, Michelle L. 2006. "Unraveling the evolutionary history of the liverworts (Marchantiophyta): multiple taxa, genomes and analyses." The Bryologist 109(3): 303-334.